# Lodovico Sergardi
Lodovico Sergardi, né le 27 mars 1660 à Sienne et mort le 7 novembre 1726 à Spolète en Italie, est un latiniste et écrivain italien, un des meilleurs poètes latins de son temps.

## Biographie
Né à Sienne le 27 mars 1660, il fut élevé sous les yeux de ses parents, qui n’épargnèrent rien pour cultiver ses dispositions. Ses maîtres, quoique éclairés, n’étaient cependant pas exempts du mauvais goût qui régnait alors dans les écoles. En communiquant à leur élève plus de préjugés que de savoir, ils lui imposèrent la tâche de recommencer son éducation. Envoyé à Rome pour y apprendre la jurisprudence, il se sentit entraîné vers la poésie, qui devint son occupation favorite. Il fit une lecture assidue des classiques latins, et s’attacha de préférence aux poètes satiriques, qu’il tâchait d’imiter. Admis à la familiarité du prince Chigi, il le suivit dans sa maison de campagne à la Riccia, où se rassemblait une société nombreuse de seigneurs romains. Sergardi examina de près les manières des grands, et il peignit leurs travers dans une satire assez amère. À son retour à Rome, il fréquenta une réunion de savants qui avait lieu dans le collège de la Propagande, pour conférer sur la théologie, l’histoire sacrée et les droits du Saint-Siège. N’étant qu’initié dans les études ecclésiastiques, il s’y livra avec opiniâtreté, pour ne pas se montrer au-dessous de ses confrères. Il voulut être en théologie ce qu’il avait été en littérature, le réformateur des systèmes qu’il trouvait établis ; et se déclara contre les scolastiques et les casuistes, qu’il n’épargna ni dans ses discours, ni dans ses correspondances. Il composa même, sans oser le publier, un ouvrage intitulé De veterum philosopha. Sergardi, prôné et recherché partout, reçut l’invitation de se rendre en Toscane pour occuper une place honorable à la cour du grand-duc. Préférant la liberté aux honneurs, il aima mieux vivre chez le cardinal Ottoboni, qu’il regardait comme son ami. À la mort d’Innocent XI, il fut chargé de porter la parole devant le sacré collège pour l’exhorter, selon l’usage, à l’élection du nouveau pontife. Le choix tomba sur son protecteur, qui prit le nom d’Alexandre VIII. et qui l’employa dans quelques négociations difficiles. Ce fut par l’ordre de ce pape qu’il entra en correspondance avec le P. Noël Alexandre pour l’engager à purger Son Histoire ecclésiastique des erreurs qui lui avaient mérité les rigueurs de la censure. Ce service lui aurait valu de bonnes récompenses, si Alexandre VIII ne fût pas mort à cette époque. Sergardi prononça l’oraison funèbre de ce pontife ; et, privé d’un tel appui. il se voua à l’étude, ne conservant d’autre ambition que de briller parmi ses rivaux. Reçu de l’Académie d'Arcadie, il lui fut impossible d’y vivre sans querelles, quoiqu’il n’y eût pas manqué d’admirateurs. Ses vers, applaudis par la multitude, trouvèrent un intraitable censeur dans Gravina. Leurs discussions devinrent si animées, qu’un jour ils en vinrent aux mains, à la table d’un ami chez lequel l’un d’eux s’était exprimé sans mesure sur le mérite de ses collègues, et même sur des matières plus graves. Ce premier combat fut le signal d’une guerre de plume, où l’avantage devait rester au plus spirituel. Sergardi, se cachant sous le nom de Sectanus, composa une satire dans laquelle il reprochait à un certain Philodème d’être le corrupteur de la religion et des mœurs. Ces vers excitèrent le rire des hommes les plus austères ; Gravina riposta par des verrines et des ïambes ; mais peu exercé à la satire, il dissimula l’outrage, et n’y répondit plus que par le mépris. Un autre critique accusa Sergardi de s’être servi de locutions barbares et d’avoir violé les règles de la syntaxe et de la prosodie. Ces observations, qui n’étaient pas sans fondement, n’affaiblirent pas l’effet des satires ; et le triomphe du poète resta complet. On douta quelque temps de l’authenticité de ces pièces de vers, et l’on prétendit en ôter l’honneur à Sergardi, qui s’était montré inférieur dans quelques autres ouvrages. En effet, rien n’est à comparer à ses satires originales, où le mérite du style est rehaussé par la finesse des traits et la richesse des images. Angelo Fabroni a éclairci ces doutes par des preuves si positives, qu’il n’est désormais plus permis de les partager. Les satires de Sergardi parurent pour la première fois au nombre de quatorze ; elles furent ensuite portées jusqu’à dix-huit. Parmi les quatre dernières, il y en a une sur la mort de Clément XI qui mériterait d’être désignée sous un autre titre, puisqu’elle n’offre que l’éloge de ce pontife. Décoré du titre de monseigneur, ce poète fut nommé préfet de la basilique Vaticane, dont il se plut à orner le vestibule. Non content d’avoir élevé la statue équestre de Charlemagne sous les portiques, et pavé de larges dalles la place de St-Pierre, il voulut entourer de petites colonnes l’obélisque qui en occupa le centre. Cette innovation ne parut pas heureuse,, et elle exposa celui qui l’avait ordonnée à un grand nombre de plaisanteries. Sergardi, qui avait abusé du droit de médire des autres, ne put supporter qu’on tournât contre lui l’arme puissante du ridicule. Dégoûté du séjour de Rome, il alla se réfugier à Spolète, où il mourut de chagrin, le 7 novembre 1726.

## Œuvres
- Quinti Sectani satyræ in Philodemum (Naples, ou Rome), 1694, in-8°. Cette édition, qui est la première des satires de Sergardi, n’en contient que quatorze. En 1696 et 1698, on en vit paraître deux autres, augmentées chacune de deux nouvelles satires. L’édition d’Amsterdam (Rome), 1700, en 2 vol. in-8°, se compose des huit premières, que Paolo Alessandro Maffei, sous le nom d’Antonianus, a enrichies de Notes et d’Observations.
- Satire di Settano tradotte in terza rima, Zurich (Florence), 1760, in-8°. Cette traduction, donnée par l’auteur lui-même, ne contient que dix-sept satires et un dialogue sous le titre de la Conversazione delle donne di Roma.
- Oratio pro eligendo summo pontifice post obitum Innocentii XI, Rome, 1689, in-4°.
- Orazione recitata in Campidoglio per l’accademia dell’arti liberali, ibid., 1703, in-4°.
- Distinta relazione della gran sala della cancelleria apostolica, ibid., 1719, in-4°.
- Discorso sopra il nuovo ornato della Guglia di San Pietro, ibid., 1723, in-fol.
- Relazione della statua equestre di Carlo Magno, eretta nel portico Vaticano, Sienne, 1725, in-fol.
- Satyræ, argumentis, scholiis, enarrationibus illustratæ, Lucques, 1783, 4 vol. in-8°. Cette édition, due aux soins du P. Giannelli, et la plus complète des Œuvres de Sergardi, contient les Satires originales, plusieurs pièces de poésie latine et italienne, les différents Discours, une partie de sa correspondance avec Mabillon, sur des objets de littérature et de religion. Il existe deux autres traductions italiennes de ces satires, outre celle que nous avons citée ; l’une est intitulée : Le satire di Quinto Settano, tradotte da Sesto Settimio, ad istanza di Ottavio Nonio, dedicate a Decio Sedicino, Palerme, 1707, in-8°. L’auteur de cette mauvaise traduction en terza rima est Cappellari, auquel on avait attribué les satires latines. La seconde porte le titre de Sermoni di Q. Settano, Pise, 1820, 2 vol. in-8° (par l’abbé Missirini). On trouvera d’autres renseignements sur Sergardi, dans une Notice placée en tête de l’édition de Lucques, dans Fabroni Vitæ Italorum, t. X, p. 68, et dans les Elogj di uomini illustri, du même, t. II, p. 73.